# Mona Ozouf
Mona Ozouf (24 de febrero de 1931) es una historiadora francesa, especialista en la Revolución francesa.

## Biografía
Mona Ozouf es hija de Yann Sohier y Anne Le Den, profesores bretones. Como estos eran militantes de la causa bretona, la enseñan en esa lengua. Esta circunstancia la describirá en Composition française: Retour sur une enfance bretonne, 2009.
Tras su escolarización en Bretaña, se formó en la Escuela Normal Superior (ENS), y logrará una agregación en filosofía, que es su ámbito de formación. Sin embargo, a través de su marido, Jacques Ozouf, que conoce en 1954 y con quien se casa un año después, conocerá a otros historiadores, como Denis Richet, Emmanuel Le Roy Ladurie y François Furet, y ello supondrá un giro radical en su vida como investigadora. 
Escribe mucho en colaboración con Furet, pues sus trabajos centrales giran en torno a la Revolución francesa. Es miembro del Centro de investigaciones políticas de la École des hautes études en Sciences sociales (EHESS), y es directora de investigación en el Centre national de la recherche scientifique (CNRS). 
Escribe también en revistas de gran difusión como el Nouvel Observateur y Le Débat.

## Obra
- L'École, l'Église et la République 1871-1914, Armand Colin, 1962, ISBN 2-02-014730-0.
- La Fête révolutionnaire, 1789-1799, Gallimard, 1976, ISBN 2-08-081264-5.
- L'École de la France. Essai sur la Révolution, l'utopie et l'enseignement, Gallimard, 1984, ISBN 2-07-070202-2.
- Dictionnaire critique de la Révolution française (con François Furet), Flammarion, 1988, ISBN 2-08-211537-2. Tr.: Diccionario de la revolución francesa, Alianza, 1989 ISBN 978-84-206-5233-7
- Dictionnaire critique de la Révolution française. Institutions et créations (con François Furet), Flammarion, 1993, ISBN 2-08-081265-3,
- Dictionnaire critique de la Révolution française. Événements (con François Furet), Flammarion, 1993, ISBN 2-08-081266-1,
- Dictionnaire critique de la Révolution française. Acteurs (con François Furet), Flammarion, 1993, ISBN 2-08-081264-5,
- L'Homme régénéré. Essai sur la Révolution française, Gallimard, 1989, ISBN 2-07-071742-9 .
- La République des instituteurs, con Jacques Ozouf, Gallimard, 1989, ISBN 2-02-047962-1
- La Gironde et les Girondins, Payot, 1991, ISBN 2-228-88400-6
- Le Siècle de l'avènement républicain (con François Furet), Gallimard, 1993.
- Les Mots des femmes. Essai sur la singularité française, Fayard, 1995, ISBN 2-213-59394-9.
- La Muse démocratique, Henry James ou les pouvoirs du roman, Calmann-Lévy, 1998, 300 p, ISBN 2-7021-2824-6.
- Un itinéraire intellectuel, con François Furet, Calmann-Lévy, 1999, ISBN 2-7021-2952-8
- Les Aveux du roman. Le XIXe siècle entre Ancien Régime et Révolution, Fayard, 2001, ISBN 2-213-61012-6.
- Le langage blessé: Reparler après un accident cérébral, Albin Michel, 2001, ISBN 2-226-11684-2,
- Une autre République: 1791 L'occasion et le destin d'une initiative républicaine, con Laurence Cornu, L'Harmattan, 2004, ISBN 2-7475-7477-6
- Varennes. La mort de la royauté, 21 juin 1791, Gallimard, 2005, ISBN 2-07-077169-5.
- Jules Ferry, Bayard Centurion, 2005, ISBN 2-227-47493-9
- Varennes, la mort de la royauté, Gallimard, 2006, ISBN 2-07-077169-5
- Composition française: Retour sur une enfance bretonne, Gallimard, 2009, ISBN 2-07-012464-9.